# Фрејзер
Фрејзер (енгл. Fraser) је најдужа река у канадској покрајини Британска Колумбија и десета најдужа река у Канади. Дугачка је 1375 km. Река извире на Фрејзеровом превоју код врха Маунт Робсон на Стеновитим планинама. Улива се у теснац Џорџија (део Тихог океана) код Ванкувера. Проток реке на њеном ушћу је 112 km³ годишње или 3550 m³/s и уноси око 20 милиона тона наноса у океан.